# واغجان
واغجان یک منطقهٔ مسکونی در افغانستان است که در ولایت لوگر واقع شده‌است.